# Farragut (Schiff, 1960)
Die Farragut, auch USS Farragut (Kennung: DL-6 / DLG-6 / DDG-37), war ein Lenkwaffenzerstörer der Farragut-Klasse der United States Navy, der von 1960 bis 1989 in Dienst stand.

## Geschichte
Die Farragut wurde 1956 in Auftrag gegeben und 1957 auf der Fore River Shipyard auf Kiel gelegt. Zu diesem Zeitpunkt war das Schiff als DL für Zerstörerführer klassifiziert und sollte nur mit Geschützen bewaffnet werden. Noch 1956 wurde der Plan jedoch geändert und Lenkwaffen an Bord genommen, weshalb ein G für guided missile an die Kennung angehängt wurde. Der Bau des Schiffes dauerte 13,5 Monate, im Juli 1958 lief die Farragut vom Stapel. Schiffspatin wurde Mrs. H. D. Felt, die Ehefrau des damaligen stellvertretenden Chief of Naval Operations. Namenspatron für den Zerstörer ist David Glasgow Farragut, ein Marineoffizier aus dem 19. Jahrhundert. Die offizielle Indienststellung der Farragut fand am 10. Dezember 1960 statt.
Der erste Einsatz begann im Herbst 1961 und führte das Schiff ins Mittelmeer. Nach der Mission, die im März endete, war die Farragut im April das erste Schiff, das bei der Landekapsel Mercury-Atlas 7 war, die 300 Kilometer weit vom geplanten Punkt im Atlantik gelandet war. Bis 1967 folgten fünf weitere Fahrten in europäischen Gewässern. Von 1968 bis 1971 lag die Farragut schließlich im Trockendock, wo Überholungs- und Modernisierungsarbeiten ausgeführt wurden. Ende 1971 folgte noch eine Kurzverlegung ins Mittelmeer.
1972 nahm die Farragut an dem Manöver UNITAS teil. UNITAS XIII lief vom Juli bis zum Dezember 1972 und involvierte Schiffe aus Brasilien, Venezuela, Uruguay, Argentinien, Chile, Peru und Kolumbien. Die Gruppe umrundete in einer 20.000 Meilen langen Fahrt einmal den südamerikanischen Kontinent.
In den folgenden Jahren folgten noch mehrere Fahrten in europäische Gewässer. Bekannt wurde ein Zwischenfall, als die Farragut 1975 bei Verlassen von Den Helder in den Niederlanden auf Grund lief und dabei ihre Sonardome beschädigte. Das Schiff konnte seine Fahrt fortsetzen, musste jedoch langsamer als gewöhnlich laufen.
1989 wurde die Farragut außer Dienst gestellt. Das Schiff wird abgebrochen.